# 須見千次郎

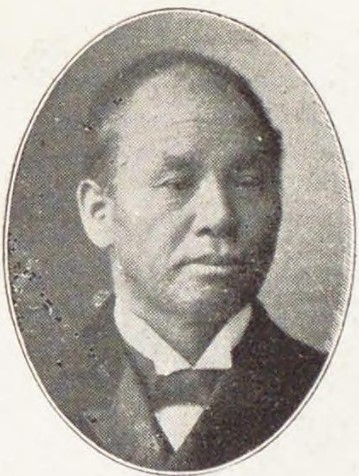
須見千次郎

須見 千次郎（すみ せんじろう、1847年1月26日（弘化3年12月10日） - 1927年（昭和2年）4月12日）は、日本の政治家。実業家。徳島県美馬市出身。

## 経歴
住友恵市の次男として美馬郡穴吹町舞中島（現在の美馬市穴吹町三島）で生まれる。後に麻植郡鴨島町敷地（現在の吉野川市鴨島町敷地）の素封家・須見徳平の養子となった。
その後、徳島県会議員を経て1902年（明治35年）に第7回衆議院議員総選挙に当選、1917年（大正6年）まで4回の当選を果たす。1926年（大正15年）、憲政会徳島県支部長に就任。他にも阿波紡績、徳島毎日新聞社監査役、第八十九銀行取締役会長を歴任。
1927年（昭和2年）4月12日、82歳で没する。